# Molorchus monticola
Molorchus monticola là một loài bọ cánh cứng trong họ Cerambycidae.